# Етель Тернер
Етель Мері Тернер, уроджена Бервелл (англ. Ethel Mary Turner; 24 січня 1870, Донкастер — 8 квітня 1958, Сідней) — австралійська дитяча письменниця англійського походження.

## Життєпис та творчість
Етель Бервелл народилася в 1870 році в Донкастері (Англія). Її батьками були Беннет Джордж Бервелл, комівояжер, та його дружина Сара Джейн. Батько Етель помер, коли вона була зовсім маленькою, і мати вийшла заміж повторно — за Генрі Тернера, вдівця з шістьма дітьми. Його прізвище згодом носили Етель та її старша сестра Лілліан.
У 1878 році Генрі Тернер помер, і Сара Тернер емігрувала з дочками до Австралії в Сідней. Там її третім чоловіком став Чарльз Коуп. Етель та Лілліан навчалися в Сіднейській школі для дівчаток, а в 1889 році спільно почали видавати журнал «Parthenon», який виходив накладом 1500 примірників на місяць протягом трьох років. Етель вела в ньому дитячу рубрику та писала романи з продовженням для дорослих. Згодом, коли журнал припинив своє існування, Етель вела рубрики для дітей у ряді інших періодичних видань.
У 1894 році була видана перша книга Етель Тернер — «Семеро маленьких австралійців» (Seven Little Australians). Перше видання було миттєво розпродано, і згодом саме ця книга Тернер мала найбільшу популярність. Вона не тільки стала класикою австралійської дитячої літератури, а й неодноразово перекладалася іншими мовами. У 1939 році за книгою було знято фільм; двічі (1953 і 1973 року) створювалися її телеекранізації, а 1978 року її основі було створено мюзикл.
У 1896 році Етель Тернер вийшла заміж за баристера Герберта Керльюїса. 1898 року в них народився син, 1901 — донька. Етель продовжувала писати, а після того, як у неї з'явився свій сад, опублікувала повість про садівників — The Ungardeners (1925). Проте, перш за все, вона залишалася автором дитячих книг і змушена була відповідати канонам жанру: її видавці не схвалювали експерименти. Загалом Етель написала близько 30 повістей та збірок оповідань, головним чином, орієнтованих на дівчаток.
У роки першої світової війни Тернер брала участь у організації курсів першої допомоги. Вона також написала військову трилогію: The Cub (1915), Captain Cub (1917) і Brigid and the Cub (1919). Останній її роман, Judy and Punch, вийшов у 1928 році. В 1930 році від туберкульозу померла її донька Етель Джин Софія, також наділена літературним талантом. У 1956 році не стало її сестри Лілліан, яка також писала книги і опублікувала близько двадцяти любовних романів. Сама Етель Тернер померла 8 квітня 1858 року. Посмертно було опубліковано щоденники, які вона вела з раннього юнацтва.